# サンタ・マリア・デリ・アンジェリ・エ・デイ・マルティーリ大聖堂
サンタ・マリア・デリ・アンジェリ・エ・デイ・マルティーリ大聖堂（天使と殉教者の聖マリア大聖堂、Basilica di Santa Maria degli Angeli e dei Martiri）は、イタリアのローマにある大聖堂である。